# Syrisch-Orthodox Aartsbisdom van Nederland
Het Syrisch-Orthodox Aartsbisdom van Nederland is een Nederlands aartsbisdom van de Syrisch-Orthodoxe Kerk.  
In 1977 werd het Syrisch-Orthodoxe bisdom Midden-Europa opgericht, dat de Syrisch-Orthodoxe gemeenschap in Nederland, Duitsland, België, Frankrijk, Zwitserland en Oostenrijk bediende. Julius Yeshu Çiçek werd benoemd als aartsbisschop.  
In 1997 werd het bisdom Duitsland afgesplitst. Na het overlijden van Çiçek op 29 oktober 2005 vond een herverdeling plaats, waarna op 10 oktober 2006 het Syrisch-Orthodox Aartsbisdom van Nederland werd ingesteld.  
De Syrisch-Orthodoxe Kerk in Nederland telt ongeveer 25.000 leden. De zetel van het aartsbisdom bevindt zich in het Mor Ephrem Klooster in Glane.  

## Parochies
Het aartsbisdom omvat de volgende parochies en wordt sinds oktober 2006 geleid door aartsbisschop Polycarpus Augin Aydin. 
| Aartsbisdom van Nederland o.l.v. Mor Polycarpus Augin Aydin | Aartsbisdom van Nederland o.l.v. Mor Polycarpus Augin Aydin | Aartsbisdom van Nederland o.l.v. Mor Polycarpus Augin Aydin | Aartsbisdom van Nederland o.l.v. Mor Polycarpus Augin Aydin | Aartsbisdom van Nederland o.l.v. Mor Polycarpus Augin Aydin                                                                                |
| Parochie                                                    | Plaats                                                      | Sinds                                                       | Priester                                                    | Bijzonderheden |
| ----------------------------------------------------------- | ----------------------------------------------------------- | ----------------------------------------------------------- | ----------------------------------------------------------- | --- |
| Apostel Johannes Kerk                                       | Hengelo                                                     | 1977                                                        | Abuna Samoil Doğan                                          | Eerste Syrisch-orthodoxe parochie in Europa                                                                                                |
| St. Jacob van Sarug Kerk                                    | Enschede                                                    | 1982                                                        | Abuna David Çitgez (opvolger van Abuna Paulus Akman)        | De eerste Syrisch-orthodoxe pastoor die gewijd werd in Nederland was aartspriester Paulus Akman, pastoor van de St. Jacobkerk te Enschede. |
| Moeder Godskerk                                             | Amsterdam                                                   | 1985                                                        | Abuna Saliba Antonios                                       | Rijksmonument, Keizersgracht |
| St. Sharbel Kerk                                            | Amsterdam                                                   | 1993                                                        | Abuna Yohanna Lahdo                                         | Burgemeester Eliasstraat Amsterdam-Slotermeer                                                                                              |
| St. Ignatius Nurono Kerk                                    | Rijssen                                                     | 1994                                                        | Abuna Zeki Dag                                              | Eerste niet-aangekochte Syrisch-orthodoxe parochie in Nederland                                                                            |
| Moeder Gods Mariakerk                                       | Hengelo                                                     | 1996                                                        | Abuna Yuhanes BarSaliba                                     | Voormalig priester Chory Gabriel Kaya |
| St. Kuryakos Kerk                                           | Enschede                                                    | 1998                                                        | Abuna Samuel Esen                                           | |
| Mor Shemun d'Zeyte-kerk                                     | Oldenzaal                                                   | 2001                                                        | Abuna Hanna Basut                                           | |
| St. Gabriël Kerk                                            | Badhoevedorp                                                | 2008                                                        | Abuna Samuel Abdallah                                       | Géén officieel ingewijde kerk |
| St. Augin Kerk                                              | Hengelo                                                     | 2010                                                        | Abuna Simon Saliba                                          | Géén officieel ingewijde kerk |
| St. Petrus en Paulus Kerk                                   | Enschede                                                    | 2011                                                        | Abuna Constantijn Abdo                                      | Vanaf 2017 is er een nieuwe kerk aangekocht op het Leunenberg op de plek van de voormalige Verrijzeniskerk.                                |
| St. Osyo en St. Aho Kerk                                    | Hengelo                                                     | ?                                                           | Abuna Robil Malki                                           | |
| St. Matta Kerk                                              | Duivendrecht                                                | ?                                                           | Abuna Matay Abdelmasih                                      | |